# ليناس كليزا
ليناس كليزا (بالليتوانية: Linas Kleiza)‏ مواليد 3 يناير 1985 في كاوناس، الجمهورية الليتوانية السوفيتية الاشتراكية، الاتحاد السوفيتي، هو لاعب كرة سلة ليتواني بدأ مسيرته الاحترافية في سنة 2005 حيث تم اختياره من قبل فريق بورتلاند ترايل بلايزرز خلال الدرافت. مثّل منتخب بلاده. شارك في مسابقة كرة السلة في الألعاب الأولمبية الصيفية.

## فرق لعب لها
- دنفر ناغتس
- نادي أولمبياكوس لكرة السلة
- تورونتو رابتورز
- فنربخشة لكرة السلة
- أولمبيا ميلانو

## إحصائيات المسيرة
|  | تصدر الدوري |

### الرابطة الوطنية لكرة السلة

#### الموسم الاعتيادي

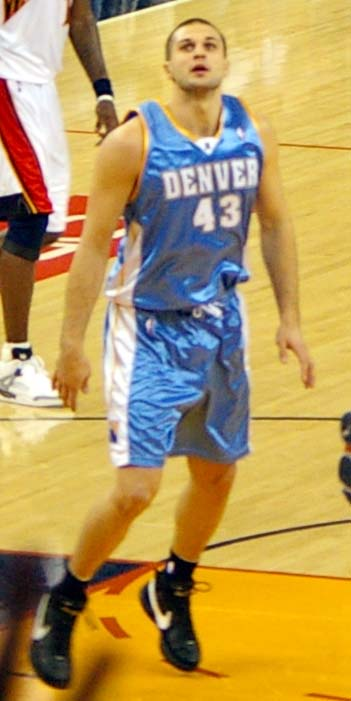
في 2007 مع دنفر ناغتس

| السنة   | الفريق          | لعب | بدأ | دقيقة | ميداني% | ثلاثية | حرة  | ارتداد | صنع | استلاب | تصدي | نقطة |
| ------- | --------------- | --- | --- | ----- | ------- | ------ | ---- | ------ | --- | ------ | ---- | ---- |
| 2005–06 | دنفر ناغتس      | 61  | 2   | 8.5   | .445    | .154   | .704 | 1.9    | .2  | .2     | .2   | 3.5  |
| 2006–07 | دنفر ناغتس      | 79  | 14  | 18.8  | .422    | .376   | .852 | 3.4    | .6  | .4     | .2   | 7.6  |
| 2007–08 | دنفر ناغتس      | 79  | 13  | 23.9  | .472    | .339   | .770 | 4.2    | 1.2 | .6     | .2   | 11.1 |
| 2008–09 | دنفر ناغتس      | 82  | 7   | 22.2  | .447    | .326   | .725 | 4.0    | .8  | .4     | .2   | 9.9  |
| 2010–11 | تورونتو رابتورز | 39  | 23  | 26.5  | .438    | .298   | .631 | 4.5    | 1.0 | .5     | .2   | 11.2 |
| 2011–12 | تورونتو رابتورز | 49  | 3   | 21.6  | .402    | .346   | .810 | 4.1    | .9  | .5     | .1   | 9.7  |
| 2012–13 | تورونتو رابتورز | 20  | 3   | 18.8  | .333    | .303   | .842 | 2.6    | .8  | .2     | .1   | 7.4  |
| المسيرة |                 | 409 | 65  | 20.0  | .435    | .335   | .763 | 3.6    | .8  | .4     | .2   | 8.7  |

#### التصفيات
| السنة   | الفريق     | لعب | بدأ | دقيقة | ميداني% | ثلاثية | حرة  | ارتداد | صنع | استلاب | تصدي | نقطة |
| ------- | ---------- | --- | --- | ----- | ------- | ------ | ---- | ------ | --- | ------ | ---- | ---- |
| 2006    | دنفر ناغتس | 3   | 0   | 4.7   | .375    | .000   | .000 | 1.3    | .7  | .0     | .0   | 2.0  |
| 2007    | دنفر ناغتس | 5   | 0   | 13.2  | .231    | .167   | .500 | 1.6    | .4  | .0     | .0   | 1.6  |
| 2008    | دنفر ناغتس | 4   | 3   | 30.5  | .537    | .214   | .692 | 6.5    | .8  | .3     | .0   | 14.0 |
| 2009    | دنفر ناغتس | 14  | 0   | 15.0  | .470    | .425   | .750 | 3.2    | .5  | .4     | .1   | 6.9  |
| المسيرة |            | 26  | 3   | 15.8  | .461    | .344   | .718 | 3.2    | .5  | .2     | .0   | 6.4  |

## روابط خارجية
- ليناس كليزا على موقع الاتحاد الدولي لكرة السلة (الإنجليزية)
- ليناس كليزا على موقع الدوري الأوروبي لكرة السلة (الإنجليزية)
- ليناس كليزا على موقع إن بي أي (الإنجليزية)
- ليناس كليزا على موقع سبورتس رفرنس (الإنجليزية)
- ليناس كليزا على موقع كرة السلة الأوروبية.كوم (الإنجليزية)
- ليناس كليزا على موقع كلية كرة السلة في سبورتس رفرنس.كوم (الإنجليزية)
- ليناس كليزا على موقع ريلجم (الإنجليزية)
- ليناس كليزا على موقع بروبوليرز (الإنجليزية)
- ليناس كليزا على موقع سبورتس رفرنس (الإنجليزية)
- ليناس كليزا على موقع أوليمبيديا (الإنجليزية)